# جوالق
الجوالِق (بضم الجيم أو كسرها) : وعاءٌ من صوف أَو شعر أَو غيرهما، كالغِرارة. والجمع : جَوالِقُ، وجَواليق. وذكر طوبيا العنيسي أنا أصلها چوال الفارسية وعربت بجوالق أو شوال وتكتب جوال أيضًا.